# Steg-Hohtenn
Steg-Hohtenn es una comuna suiza del cantón del Valais, situada en el distrito de Raroña occidental. Limita al norte con la comuna de Ferden, al este y sur con Niedergesteln, y al oeste con Gampel-Bratsch y Turtmann.
La comuna fue creada el 1 de enero de 2009 de la fusión de las angituas comunas de Steg y Hohtenn. La fusión fue aceptada por el electorado el 16 de diciembre de 2007.